# Donald Hess
Donald M. Hess (* 3. August 1936 als Donald Marc Conrad Hess in Bern; † 30. Januar 2023 ebenda) war ein Schweizer Unternehmer, Weinbaupionier und Kunstsammler. Er baute die Firma Hess Family Estates zu einem international tätigen Weinhandelsunternehmen aus und machte seine privaten Sammlungen zeitgenössischer Kunst der Öffentlichkeit zugänglich.

## Leben und Wirken
Donald Hess wuchs in Köniz bei Bern auf. Sein Vater war Besitzer der Bierbrauerei Steinhölzli. Sohn Donald sollte diese Brauerei übernehmen. Er machte 1955 ein Praktikum beim Herzoglichen Bayerischen Brauhaus Tegernsee. Anschliessend folgte der Besuch einer Braumeisterschule in München. Dort wurde er im Alter von 20 Jahren vom Tod seines Vaters überrascht. Pflichtgemäss übernahm er die Leitung der kleinen Brauerei seines Vaters und zahlte seine Schwester aus. Er versuchte Neues und hatte Erfolg mit nach neuartiger Methode hergestelltem alkoholfreiem Bier, welches der Detailhändler Migros in der ganzen Schweiz vertrieb. Hess verkaufte seine Brauerei 1968 der Schweizer Firma Cardinal in Freiburg. Vom Ertrag kaufte er die Mineralquelle St. Peter in Vals GR, Graubünden. Er investierte in Abfülleinrichtungen und führte einen Heimlieferdienst ein, was damals unüblich war. Über 40 Jahre entwickelt er das Mineralwasser der Marke Valser zur Nummer eins im Mineralwassergeschäft der Schweiz. Der Verkauf an die Coca-Cola HBC erfolgte 2002.
Vom Vater hatte er das Hotel Rif in Tanger in Marokko geerbt.  Er erweitert dieses anfänglich eine Hotel zu einer Hotelgruppe mit 1200 Mitarbeitern, wobei die meisten Hotels nicht in seinem Besitz waren, sondern für die Besitzer geführt wurden. Auf Druck hin verkaufte er 1978 die Betriebsgesellschaft und Hotels an eine marokkanische Gesellschaft, die dem König nahestand. Daraufhin wollte er in den USA eine Mineralwasserfirma zum allfälligen Kauf ausfindig machen und reiste zu diesem Zweck in die USA. Im Napa Valley in Kalifornien gefielen ihm die lokalen Weine. Er gab die Suche nach einer Mineralwasserfirma auf und machte sich über den Weinbau der Gegend kundig. Nach Abklärungen kaufte er 1978 ein erstes Stück Land, um einen Rebberg am Mount Veeder im Napa Valley anzupflanzen. Für die bestehenden Weinbaubetriebe im Tal schien damals diese Wahl abwegig. Es handelt sich um ein Gebiet abseits des Tourismusverkehrs und weit oberhalb des Tales gelegen. Hess wurde sogar von Branchenvertretern als Crazy Swiss bezeichnet. In einer dazu erworbenen, bisher leerstehenden Weinkellerei in der Nähe richtete er ab 1986 seine Sammlung zeitgenössischer Kunst mit der Bezeichnung Hess Collection ein. In der Sammlung sind Werke u. a. von Francis Bacon, John Connell, James G. Davis, Franz Gertsch, Alois Lichtsteiner, Robert Motherwell, Nakis Panayotidis, Frank Stella, Gustav Troger und Markus Zürcher zu sehen. Später kaufte Hess weitere Weingüter in der Region, so an einer kühlen Lage nahe der Bucht von San Francisco, im Sonoma County und im Monterey County mit insgesamt 520 Hektaren Reben.
Hess bereiste andere Länder und entdeckte 1998 in Argentinien das heruntergekommene Weingut Colomé, welches eine 150-jährige Tradition hat und auf 2200 bis 3100 Metern über Meer liegt.  Nach dem Kauf in 2001 hat er es zusammen mit seiner zweiten Frau Ursula neu ausgebaut. Seine Firma betreibt dort das wohl höchstgelegene Weingut der Welt und produziert den Wein Altura Maxima. Ein Schwiegersohn hat die Bodega Colomé geführt und ist inzwischen zu einem seiner zwei Nachfolger geworden. Ebenso wie im Napa Valley hatte Hess 2009 nahe seiner Weingüter anstelle einer Kunstausstellung für mehrere Künstler wie im Napa Valley ein Museum mit Raum-Licht-Installationen geschaffen, welche der Künstler James Turrell gestaltet hat.
Es kamen im Laufe der Zeit weitere Weingüter in Südafrika und in Australien (Peter Lehmann) in seinen Besitz, sodass über längere Zeit acht Weingüter auf vier Kontinenten seiner Firma gehörten.
Inzwischen haben sich die Hess Family Estates aus Südafrika und Australien zurückgezogen. Donald Hess übergab 2016 die Leitung der Familienfirma den zwei Schwiegersöhnen, wobei Christoph Ehrbar, Geschäftsführer und Verwaltungsratspräsident der Hess-Gruppe und Timothy Persson für die angelsächsischen Gebiete verantwortlich ist.

## Privat
Donald Hess war Vater einer Tochter aus erster Ehe mit einer Amerikanerin und zweier Stieftöchter seiner Schweizer Ehefrau Ursula. Er lebte zeitweise in Kalifornien, Argentinien, London und war zuletzt wieder in der Schweiz ansässig. Er starb am 30. Januar 2023 im Alter von 86 Jahren in Bern. Das Vermögen von Hess und seiner Familie wurde 2022 auf 700 bis 800 Millionen Franken geschätzt.